# Bico-adunco-de-peito-claro
Bico-adunco-de-peito-claro (Psittiparus ruficeps) é uma espécie de ave da família  dos paradoxornitídeos (Paradoxornithidae), encontrada em Bangladexe, Butão, China, Índia, Laos, Myanmar e Vietname. Os seus habitats naturais são florestas subtropicais ou tropicais húmidas de baixa altitude e regiões subtropicais ou tropicais húmidas de alta altitude.